# Loseley House

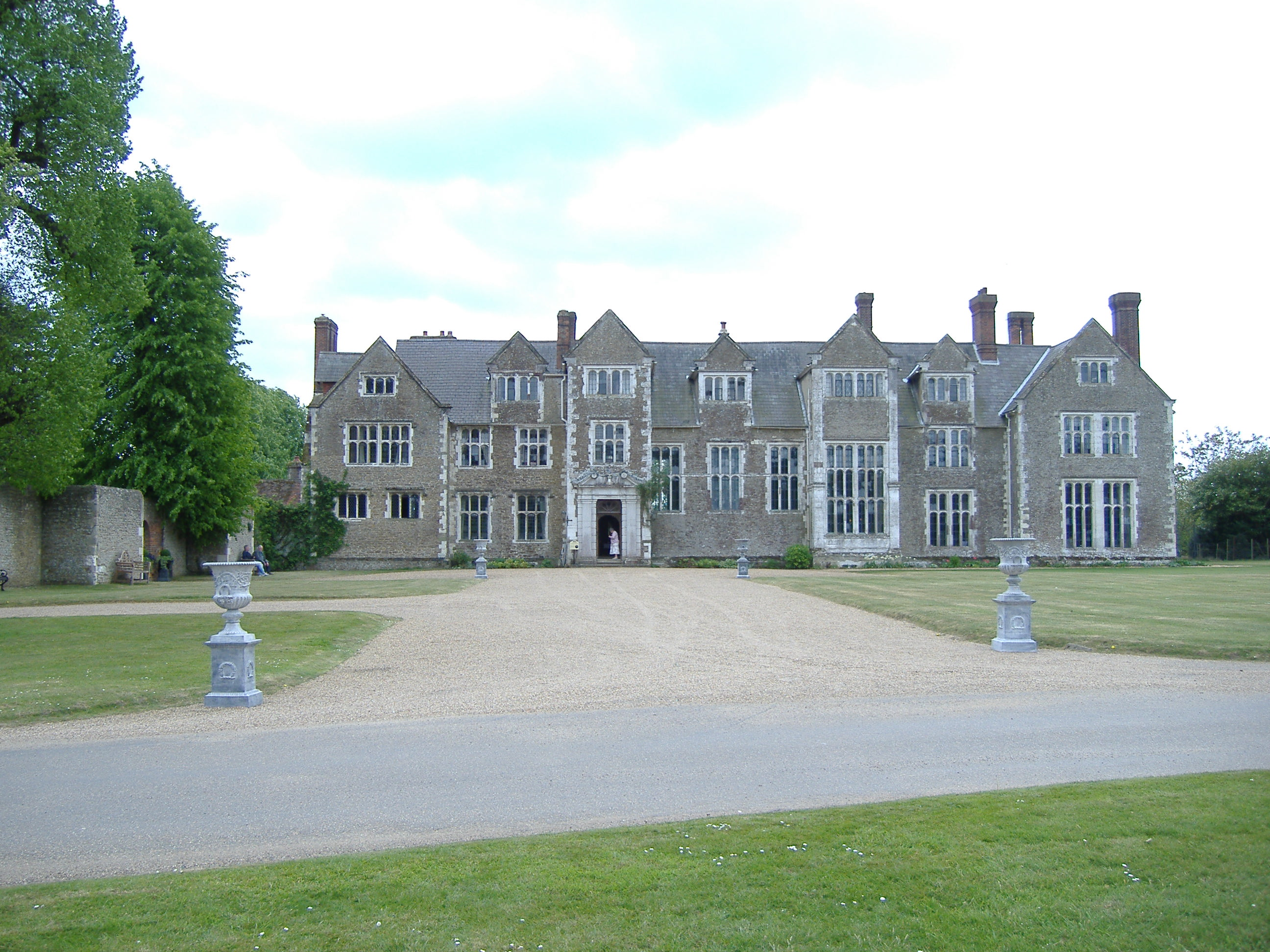
Fachada de Loseley House.

Loseley House é um histórico palácio rural da Inglaterra situado à saída de Guildford, no Surrey, próximo de Compton. O edifício fica no interior de um vasto parque, o Loseley Park, o qual se encontra aberto ao público.
A propriedade foi adquirida pelos ancetrais directos dos actuais proprietários, os More-Molyneux, no início do século XVI. A família More-Molyneux continua a residir na propriedade. Nos campso vizinhos, pastam manadas de vacas da raça Jersey. O seu leite é usado para fabricar iogurtes e gelados produzidos no local. O seiscentista tithe barn (barracão do dízimo) está disponível para festas de casamento.

## História e características
A propriedade de Loseley apareceu no Domesday Book de 1086 como Losele. Este era mantido por Turald (Thorold) para Roger de Montgomery. A sua extensão era de dois "hides" (unidade de medida na Inglaterra medieval). Esta tinha quatro arações em 5 acres de prados, rendendo 3 libras anuais.
O actual edifício foi construído entre 1562 e 1568 com pedra trazida das ruínas da Abadia de Waverley Abbey. Este palácio rural substituíu uma casa mais pequena, a qual Isabel I havia declarado como inadequada para recebê-la em visita, tendo requerido a construção de uma maior. A Grande Galeria é a sala principal, contendo apainelamentos vindos do Nonsuch Palace de Henrique VIII , uma galeria para menestréis, entalhes de Grinling Gibbons, painéis das tendas de banquete de Henrique VIII]] e uma colecção de retratos Reais e da família. 
A sala de estar tem um tecto dourado decorado para a visita de Jaime I e uma lareira em cré. Os entalhes por cima da lareira da biblioteca, datada de 1570, comemoram uma das visitas de Isabel I. A sala de Sir More contém um espelho Vauxhall do século XVIII. Dois quartos, com os nomes de Sala do Rei e Sala da Rainha, foram usados por Jaime I e Isabel I respectivamente. O palácio contém um dos poucos retratos de Ana Bolena.

## Os jardins

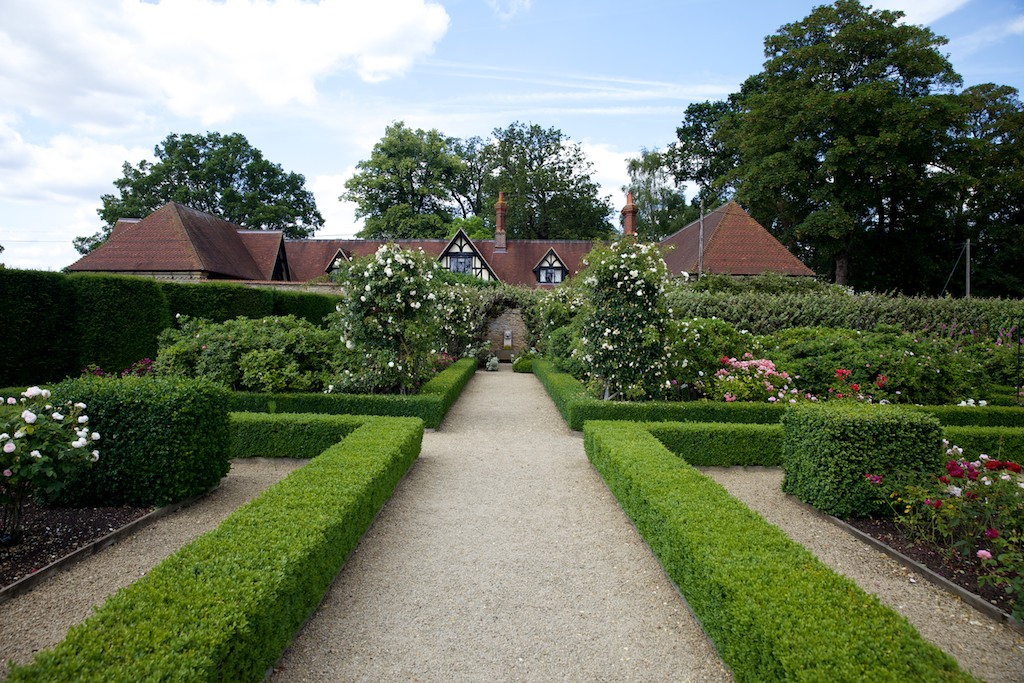
Roseiral no parque de Loseley House

O jardim murado, baseado num desenho de Gertrude Jekyll, contém uma série de "salas" com diferentes temas desenvolvidos através delas. A renovação do jardim teve início em 1993-1994, com o Jardim da Rosa, e continuou com o Jardim da Erva, Jardim da Flôr, Jardim Branco e, mais recentemente, o orgânico Jardim Vegetal e de Flores Cortadas. Os jardins estão rodeados por um velho muro com uma idade semelhante ao palácio, contendo uma latada, uma gigantesca extensão de wisteria, o fosso e o passeio do fosso, e a velha amoreira, em volta da qual se decide uma profecia da família.